# Oxydia granulosa
Oxydia granulosa är en fjärilsart som beskrevs av Paul Dognin 1911. Oxydia granulosa ingår i släktet Oxydia och familjen mätare. Inga underarter finns listade i Catalogue of Life.